# Holle
Holle là một đô thị ở huyện Hildesheim trong bang Niedersachsen, Đức. Đô thị Holle có diện tích 61,15 km², dân số thời điểm ngày 31 tháng 12 năm 2006 là 7405 người. Holle có cự ly khoảng 15 km về phía đông nam của Hildesheim, và 15 km về phía tây của Salzgitter. 